# Лайга (приток Ирмизы)
Лайга — река в России, протекает по Куединскому району Пермского края. Длина реки составляет 12 км.
Начинается у деревни Маламалки. Течёт мимо деревни Каменный Ключ, затем через Чистоканы. Общее направление течения — южное. Устье реки находится в 33 км по правому берегу реки Ирмиза у деревни Лайга.
Основной приток — река Дубовка — впадает слева.

## Данные водного реестра
По данным государственного водного реестра России относится к Камскому бассейновому округу, водохозяйственный участок реки — Буй от истока до Кармановского гидроузла, речной подбассейн реки — бассейны притоков Камы до впадения Белой. Речной бассейн реки — Кама.
Код объекта в государственном водном реестре — 10010101112111100016120.